# Панкратије Римски
Свети Панкратије (гр: Πανκράτιος - сведржитељ) је хришћански светац и мученик. 
Родом је из Фригије. Његови родитељи су били римски грађани. Породица се преселила у Рим, где су прешли у хришћанство. Панкратије је постао страсни заговорник нове вере и као четрнаестогодишњи дечак намучен и убијен за Христа у прогонима цара Диоклецијана 304. године. Овај светитељ се веома поштује на Западу. У Риму постоји црква његовог имена, и у тој цркви почивају његове мошти.
Српска православна црква слави га 12. маја по црквеном, а 25. маја по грегоријанском календару.